# Lemon (N.E.R.D e Rihanna)
Lemon è un singolo del gruppo musicale statunitense N.E.R.D e della cantante barbadiana Rihanna, pubblicato il 1º novembre 2017 come primo estratto dal quinto album in studio dei N.E.R.D No One Ever Really Dies.
Il brano è stato scritto e coprodotto da Pharrell Williams e campiona una clip della CNN del 2009 in cui il senatore della Pennsylvania Arlen Specter pronuncia la frase «Wait, wait a minute!». La seconda strofa della canzone è rappresentata da un rap inedito di Rihanna.

## Tracce
Testi e musiche di Pharrell Williams.
1. Lemon – 3:39